# Xã Northampton, Quận Bucks, Pennsylvania
Xã Northampton (tiếng Anh: Northampton Township) là một xã thuộc quận Bucks, tiểu bang Pennsylvania, Hoa Kỳ. Năm 2010, dân số của xã này là 39.726 người.